# هری گراندی
هری گراندی (انگلیسی: Harry Grundy؛ زادهٔ 1881) بازیکن فوتبال اهل بریتانیا است.
از باشگاه‌هایی که در آن بازی کرده‌است می‌توان به باشگاه فوتبال لینکولن سیتی، باشگاه فوتبال اورتون، و باشگاه فوتبال ردینگ اشاره کرد.